# Nagoya Mathematical Journal
Nagoya Mathematical Journal is een internationaal, aan collegiale toetsing onderworpen wetenschappelijk tijdschrift op het gebied van de wiskunde.
De naam wordt in literatuurverwijzingen meestal afgekort tot Nagoya Math. J.
Het wordt uitgegeven door Duke University Press en verschijnt 4 keer per jaar. De online verspreiding wordt verzorgd door Project Euclid.
Het eerste nummer verscheen in 1950.
Sinds 2010 is het geen open access tijdschrift meer.